# Gmina Pittsford (Iowa)

Położenie Gminy Pittsford w hrabstwie Butler

Gmina Pittsford (ang. Pittsford Township) – gmina w USA, w stanie Iowa, w hrabstwie Butler. Według danych z 2000 roku gmina miała 994 mieszkańców.